# 地震島
地震島（じしんとう、アラビア語：Zalzala Koh、Zalzala Jazeera）は、2013年9月24日、地震によりパキスタン・バルチスタン州沖に出現し約3年間にわたって存在し続けた小さな島である。2016年末に波食によって島は水没した。

## 形成と消滅
地震島は泥火山である可能性があり、パキスタン・バルチスタン州グワダル沖のアラビア海に位置する。2013年9月24日、同州を襲ったマグニチュード7.7の地震の最中に海中から出現した。この島の形成は一時的なものに終わる可能性がある。パキスタン国立海洋研究所所長アリ・ラシード・タブリーズ（Ali Rashid Tabriz）は、この島が出現した原因は海底のメタンガスの噴出である、と話した。タブリーズ博士は「このような島は過去にも現れたことがある…この新しい島もまた、長期間は存在しないだろう」と語った。そして、その予想通り2016年末までに地震島は完全に消失した。

## 位置
この島はパキスタンの海岸線から見える。科学的な検証はまだだが、この島は岸から110メートルから1.6キロメートルの間にあり、標高は6 - 12メートル、幅は約30メートルである。Lahore janitorial services

## 類似例
2023年1月9日、インドネシアのバンダ海を震央とするM7.6・震源の深さ約100キロメートルの地震が発生。この地震による強い揺れによってタニンバル諸島近海（南緯7度22分 東経130度14分 / 南緯7.37度 東経130.23度）に泥火山による新島が出現した。